# Thymoites cravilus
Thymoites cravilus es una especie de araña araneomorfa del género Thymoites, familia Theridiidae. Fue descrita científicamente por Marques & Buckup en 1992.
Habita en Brasil.